# Hellywood
Hellywood est un jeu de rôle sur table à thème fantastique, conçu par Emmanuel Gharbi, développé avec Raphaël Andere et édité par John Doe en 2008. Le jeu mêle les thèmes du film noir et du fantastique. Il utilise un système de jeu inspiré du Craps.

## Univers
En 1942, dans la ville de Heaven Harbor (un apparent mélange imaginaire de Chicago, New York et Los Angeles), un passage s'est ouvert entre notre monde et les Enfers, appelés Maelström dans le jeu, d'où sont sortis des milliers de créatures ayant fui l'esclavage de leurs maîtres infernaux, les Asservis. Ce jour fut appelé le Jour des Cendres. Encore aujourd'hui, des cornus (les espèces issues du Maelström) atteignent la Terre à Heaven Harbour, mais ils sont nettement moins nombreux : l'écrasante majorité des immigrants surnaturels proviennent du Jour des Cendres.
Le jeu propose de jouer en 1949, à Heaven Harbor. Sept ans ont passé, le Jour des cendres n'a pas été oublié puisque ses suites sont tous les jours visibles pour ses habitants. Mais la vie a repris son cours presque comme si de rien n'était. Les réfugiés du Maelstrom se sont intégrés au corps social pour faire maintenant partie intégrante de la population, non sans souffrir encore de racisme et d'hostilité comme d'autres minorités (dans le contexte du jeu) : juifs, homosexuels, japonais, communistes. Les différentes minorités sont souvent reléguées dans certains quartiers : les noirs dans Aisbury Park, les Irlandais dans Paddy Hill, les Chinois dans China Town, les Cornus dans la Forbidden City, les Italiens à Little Italy...
Les élections municipales vont avoir lieu l'an prochain (en 1950 donc) : sont en lices le maire sortant, Harold Palmer, soutenu par les milieux de la finance et de l'industrie, contre le District attorney Lawrence Gordon qui a (entre autres) l'appui du New Committee of Vigilance, un groupuscule raciste qui fait adopter des statuts spéciaux contraignants contre les cornus... La ville s'étend ce qui provoque des conflits pour les terrains, l'abduction d'eau, les chantiers d'autoroutes, où interviennent les organisations criminelles, les industriels, les grands propriétaires terriens, entre autres.

## Thèmes principaux
Dans le cadre de Hellywood, les joueurs peuvent utiliser tous les stéréotypes du genre cinématographique du film noir. Ils peuvent créer des personnages-joueurs exerçant des professions telles que : policier, détective privé, affranchi (mafioso) ou femme fatale, avec en plus la possibilité de jouer un réfugié du Maelström, appelé aussi un « cornu ». Il existe quatre espèces de « cornus » à avoir transité vers la Terre : succube, golem, séraphin ou possédé. Malgré leurs caractéristiques surnaturels, séduction ou force surhumaines par exemple, les cornus souffrent de préjugés nombreux et de racisme. Si les noirs ou les communistes ne sont guère appréciés, en général, tout citoyen humain déteste les cornus.
Hellywood propose de jouer des personnages hardboiled, des durs à cuire à l'exemple des personnages des romans de Dashiell Hammet, Raymond Chandler, James Ellroy, Ed McBain, Dennis Lehane, des personnages de films comme Angel Heart ou de bandes dessinées comme Hellboy, Hellblazer ou Sin City. L'analyse des œuvres phares du genre noir se fait sur environ 8 pages, suivies par 20 pages de conseils pour élaborer un scénario, définir un style de jeu etc. Mafias, discriminations en tous genres, enquêtes et magouilles politiques sont quelques-uns des aspects privilégiés dans le jeu.

## Système de règles
Hellywood utilise un système de jeu inspiré du Craps.
Pour vérifier si une action réussit, un joueur lance deux dés à six faces. Sur un résultat de 7 et 11, l'action réussit ; sur un résultat de 2, 3 ou 12, l'action rate ; sur tout autre résultat, on obtient un neutre. Les résultats qui apportent un succès peuvent être plus nombreux (et les neutres moins nombreux) mais 2, 3 et 12 impliquent toujours un échec. Une mise est toujours associée à une action et représente l'effort fourni pour accomplir l'action.
Plutôt que des caractéristiques fixes, les personnages de Hellywood sont représentés par des caves, des réserves de points disponibles pour les jets de dés. Ainsi le joueur, avant de lancer les dés, choisit de miser un certain nombre de points (par multiples de 5). Si les dés indiquent une réussite, la mise est ôtée à la cave de son adversaire ; si les dés indiquent un échec, la mise est ôtée à la cave du personnage ; en cas de neutre, la moitié de la mise est ôtée aux deux protagonistes. L'apparition de ce cas de neutre est semble-t-il inédit parmi les jeux disponibles.
Les caves sont de trois ordre : Physiques (Punch, Solidité et Doigté) Mentales (Méninges, Tripes et Mojo) et Sociales (Trogne, Aplomb et Bagout). Les caves représentent la quantité de dommages que peut encaisser le personnage. Si le score de dommage augmente, les possibilités de mise sont diminuées. Les dommages peuvent donc être bien entendu physiques (représentants des blessures) mais aussi mentaux (folie) et sociaux (ostracisme, éviction du corps social).
Outre les caves, les personnages sont définis par des natures, souvent représentées par un ou plusieurs personnages fictifs d'une œuvre de cinéma ou de littérature. Ces natures peuvent être par exemple : violent, amoureux, amnésique, cornu etc. Elles ont à la fois des effets positifs et négatifs et elles influent tant à la création du personnage qu'au cours d'une partie. Quelques compétences très vagues permettent d'affiner la définition du personnage (arpenteur, bagarreur, comédien).
Chaque personnage peut prendre la place du meneur de jeu pendant un instant à la faveur d'un flashback : le joueur peut modifier la situation présente de façon sensible à l'avantage de son personnage. Plus que de le rendre plus fort ou plus puissant, ce mécanisme est censé mieux intégrer le personnage à l'histoire (ou réciproquement). Le jeu possède également un système de relations sociales chiffrées, positives (amis ou alliés) ou négatives (ennemis) : les valeurs chiffrées indiquent l'intensité de cette relation mais aussi la puissance de  
Autre particularisme, il existe plusieurs moyens de tricher mais le MdJ a en général les moyens de faire payer cette chance plus tard. Le joueur peut ainsi relancer les dés si un résultat ne lui convient pas. Pour chaque utilisation de cette possibilité, le personnage acquiert des FBP (dans le jeu : F*ck*n B*st*rd Points) : ils sont ultérieurement utilisés par le MJ pour nuire au personnage. Plus il y en a et plus les évènements sont difficiles.

## Récompenses
Hellywood a reçu le prix Grog d'or 2009, décerné par le Guide du Rôliste Galactique.

## Deuxième édition
À la faveur d'une précommande, une nouvelle édition augmentée du jeu, d'abord annoncée pour septembre 2016, est finalement sortie début 2017. Elle inclut une grande campagne : La Justice des Anges.

## Traductions
Une version italienne de Hellywood a été publiée en 2009 par l'éditeur Wild Boar Edizioni.
Lors de la réédition de la version française, un financement participatif a été ouvert en mai et juin 2016 pour réaliser une traduction en anglais du jeu, proposée par Stewart Wieck via Nocturnal Media, une société basée à Houston, Texas, avec de nouvelles illustrations de l'artiste Morgan Yon.